# Non dimenticare Lietocolle
Non dimenticare Lietocolle è un romanzo di Liala, pubblicato per la prima volta nel 1967 a Bologna dall'editore Cappelli.

## Trama
Etra e Brezza sono due giovani amiche. La seconda è figlia di un capostazione, mentre l'altra proviene da una famiglia benestante e si ripromette di sposare un uomo ricco senza esserne innamorata. Ma quando Etra vede per la prima volta Bruno, il bel fratello di Brezza, le sue certezze vacillano.